# Pedro III de Alejandría
El papa Pedro III de Alejandría, también conocido como Pedro Mongo (del griego μογγός mongos, "tartamudo") fue el 27.º  Papa de Alejandría y Patriarca de la Sede de San Marcos.

## Biografía
Tras el Concilio de Calcedonia, Pedro Mongo fue un ferviente seguidor del Miafisismo y diácono de Timoteo Eluro. Después de que Timoteo expulsó al  Patriarca calcedonianos Proterio en 457, Mongo participó en la persecución de los calcedonianos.
Cuando Timoteo Eluro, que había sido expulsado en el 460 y regresó en el 475, murió en el 477, sus seguidores eligieron a Mongo para sucederle.  Sin embargo, el emperador bizantino Zenon hizo regresar a Alejandría a Timoteo Salophakiolos, un calcedonio que había suplantado a Eluro anteriormente en el 460, y condenó a Mongo a muerte.
Mongo escapó por medio de una huida y permaneció escondido hasta el año 482.  El año anterior, Juan Talaia había sucedido a Timoteo Salophakiolos como patriarca.  Sin embargo, como Talaia se negó a firmar el Henotikon del emperador Zenón (que glosaba el Concilio de Calcedonia), el emperador lo expulsó y reconoció a Mongo como patriarca legítimo con la condición de que firmara el Henoticon.  Mongo cumplió y, tras tomar posesión de la sede, firmó el controvertido documento y envió la notificación de su sucesión a sus compañeros patriarcas.  El patriarca Acacio de Constantinopla lo inscribió en sus dípticos como patriarca de Alejandría.
Mientras tanto, Talaia había huido a Roma, donde fue acogido por el papa Félix III, que se negó a reconocer a Mongo y defendió los derechos de Talaia en dos cartas dirigidas a Acacio.  Como Acacio mantuvo el Henoticón y la comunión con Mongo, el papa excomulgó a los patriarcas en 484.  Este cisma acaciano duró hasta el año 519.
Mongo se convirtió en el principal defensor de todos los miafisitas.  Celebró un sínodo para condenar a Calcedonia, y profanó las tumbas de sus dos predecesores calcedonianos, Proterios y Timoteo Salophakiolos. Cuando Acacio murió en 489, Mongo animó a su sucesor el patriarca Fravita a mantener el cisma con Roma.  El sucesor de Fravita, Eufemio, trató de curar el cisma  excomulgando. Mongo, que sin embargo murió poco después en el año 490.

## Obras
Se dice que escribió muchos libros, de los que sin embargo no queda nada.  Una supuesta correspondencia entre él y Acacio (en copto) ha sido demostrada como espuria por Amélineau en las "Memorias publicadas por los miembros de la misión arqueológica francesa en el Cairo", IV (París, 1888), 196-228.

### Otras lecturas
- Meyendorff, John (1989). Imperial unity and Christian divisions: The Church 450-680 A.D.. The Church in history 2. Crestwood, NY: St. Vladimir's Seminary Press.
- «Peter Mongus». Catholic Encyclopedia (en inglés). Nueva York: Robert Appleton Company. 1913. OCLC 1017058.
- "Peter Mongo" in: The Oxford Dictionary of the Christian Church., F. L. Cross and E. A. Livingstone (ed.), London: Oxford University Press, 1974, p. 1074.
- El contenido de este artículo incorpora texto de la Enciclopedia Católica (1913), que se encuentra en el dominio público.

- Datos: Q733961